# Vlaamse Democraten Brussel
De Vlaamse Democraten Brussel (VDB) was een Belgische Vlaams-nationalistische politieke partij in Brussel.

## Geschiedenis
De partij ontstond in maart 2004 als N-VA-scheurlijst rond Bernard Daelemans. De partij noemde zichzelf links en stelde voor de Vlaamse belangen te willen opkomen. Daarnaast profileerde ze zich rond de thema's onderwijs, tweetaligheid en huisvesting. Ze kwamen op bij de Brusselse gewestverkiezingen van 2004, waarbij ze een tweetalige campagne voerden. Onder meer voormalig Humo-journalist Willy Courteaux stond op de kieslijst. De partij behaalde 313 stemmen, goed voor 0,07% van de stemmen.